# Medvjedice
Medvjedice es una población rural de la municipalidad de Hadžići, en Bosnia y Herzegovina.

## Demografía
Hasta 1991 la población era de 14 habitantes.